# おとうさん (テレビドラマ)
『おとうさん』は、2002年10月13日から12月22日まで毎週日曜日21時 - 21時54分に、TBSテレビ系の「日曜劇場」枠で放送された日本のテレビドラマ。主演は田村正和。

## 概要
ある一家が騒動や困難を乗り越えて成長していくところを描いたホームドラマ。
田村正和を筆頭に、飯島直子、中谷美紀、広末涼子、深田恭子という強力なキャストで挑んだが、結果的には平均視聴率16.4%と、この枠としては比較的平凡なものに落ち着いている。なお田村と広末は2000年に同枠で放送された『オヤジぃ。』でも親子役を演じていた。
ドラマ枠としては、長年一社スポンサーであった東芝が降り、「日曜劇場」として再出発した第1作目でもある。

## 登場人物

### 進藤家
進藤 士郎〈57〉
演 - 田村正和
進藤家の大黒柱で4人姉妹の父。今は亡き妻・美幸と結婚する為に、エリートサラリーマンから脱サラし、そば屋「みゆき蕎麦」の店主となった入り婿である。4人の娘の騒動に巻き込まれながら、珠子（「たまちゃん」と呼んでいる）と再婚するために奮闘する。
増田 優（ゆう）〈32〉
演 - 飯島直子
進藤家の長女。旧姓は進藤。結婚し、増田家に入るが、姑・貴子（藤夏子）とは折り合いが悪く、さらに「あんたは母親になる資格がない」と言われ、マザコン夫・高道（深江卓次）にも「我慢しろ」と言われる。たまちゃん同様、酒癖が悪く、元ヤン。高道との間に息子・悟史（立原勇武）がいるが、士郎から「愛情が足りない」と指摘された。
進藤 晶（あきら）〈27〉
演 - 中谷美紀
進藤家の次女。母・美幸が亡くなってから、母親代わりを務め、進藤家の家事と店を手伝う。実は、高校の演劇部での夢を先輩にあたる真二と、舞台技術の夢を追うために、一大決心をして進藤家を出る。
進藤 まこと〈23〉
演 - 広末涼子
進藤家の三女。看護師として病院に勤務していたが、上司の看護師長と折り合いも合わず、また士郎の入退院を機に、進藤家に戻り、晶に代わって家事と店を手伝う。以前は、弱々しくすぐに泣きべそをかいていたが、珠子のアドバイスで強くなっていく。
進藤 恵（けい）〈20〉
演 - 深田恭子（幼少期：尾崎千瑛）
進藤家の四女。ピアノが大好きで、音大に通う。ところが、ピアノコンクールで優勝できなかったことで挫折してしまい、さらに指導教授から「何のためにピアノを弾くのか?」と言われた。大学も辞めてしまい、末娘でわがままな性格であったが、ホテルでの一件と次郎との出会いで性格が変わった。とても人当たりの優しい家族想いの娘となる。

### その他
大場 和男〈33〉
演 - 石塚英彦（ホンジャマカ）
みゆき蕎麦で修行している。晶のことが好きでたまらないが、結局フラれてしまう。士郎からは、名前を前から4文字取った「おおばか（大バカ）」と呼ばれている。士郎のことを「親父さん」と慕っている。
おばちゃん
演 - 岡本麗
「おばちゃん」が役名である。進藤家の隣人の未亡人で美容師。士郎のことが好き。
ヒデちゃん〈23〉
演 - 塚本高史
「ヒデちゃん」が役名である。まことのDQN風の彼氏。まことに暴力を振るったり、パチスロを打つために金をせびっている、いわゆるヒモ。
玉木 真二〈29〉
演 - 谷原章介
晶の彼氏、高校時代の演劇部の先輩にもあたる。
安西 珠子
演 - 森山良子
士郎と結婚を前提に付き合っているマッサージ師。通称「たまちゃん」。元ヤン。酒癖が悪く、酔うと口うるさくなり説教をする。
山口 次郎〈27〉
演 - 国分太一（TOKIO）
恵の彼氏で後に夫となる。非常に真面目で温厚な性格の青年で、恵とは、楽器店で、ピアノを弾いていた恵の演奏に感動したのがきっかけで交際する。次郎曰く、「一人息子なのに、何で次郎って名前か」という理由は、山口家には、次郎の上に亡き兄がいて、外務省に入るという両親（父・雅秀：石丸謙二郎、母・礼子：高畑淳子）の夢を一身に背負っていた。

## スタッフ
- 脚本 - 遊川和彦
- 演出 - 清弘誠、片山修、佐々木雅之
- プロデューサー - 八木康夫
- 主題歌 - CUNE「クローバー」[3]
- AP - 石丸彰彦
- そば打ち指導・監修 - 坂場正則（王子・越後屋）
- 医事監修 - 堤邦彦（北里大学病院）
- 美容指導 - 染谷太
- 演出補 - 佐々木雅之、高成麻畝子、寺地雄一郎、新井順子
- プロデューサー補 - 壁谷悌之
- 協力 - 東通、緑山スタジオ・シティ
- 制作 - TBS ENTERTAINMENT
- 製作著作 - TBS

## 放送日程
| 各話                                                     | 放送日   | サブタイトル               | 演出       | 視聴率 | 備考 |
| -------------------------------------------------------- | -------- | -------------------------- | ---------- | ------ | ---- |
| 第1話                                                    | 10月13日 | ガンコ親父の再婚           | 清弘誠     | 19.2%  | 69分 |
| 第2話                                                    | 10月20日 | 親父再婚阻止計画           | 清弘誠     | 16.3%  |      |
| 第3話                                                    | 10月27日 |                            | 片山修     | 15.8%  |      |
| 第4話                                                    | 11月03日 |                            | 片山修     | 15.8%  |      |
| 第5話                                                    | 11月10日 |                            | 清弘誠     | 14.3%  |      |
| 第6話                                                    | 11月17日 | さよならお父さん           | 清弘誠     | 16.2%  |      |
| 第7話                                                    | 11月24日 | オヤジと取るか男を取るか!? | 佐々木雅之 | 17.1%  |      |
| 第8話                                                    | 12月01日 | 結婚式に何が起こったか     | 清弘誠     | 15.8%  |      |
| 第9話                                                    | 12月08日 | 娘が過ちを犯す時           | 佐々木雅之 | 15.2%  |      |
| 第10話                                                   | 12月15日 | さよなら大好きな人         | 清弘誠     | 16.1%  |      |
| 最終話                                                   | 12月22日 | 娘たちよ!                  | 清弘誠     | 18.1%  | 69分 |
| 平均視聴率 16.5%（視聴率はビデオリサーチ調べ、関東地区） |          |                            |            |        |      |

- 初回は21:00 - 22:09の15分拡大放送を予定していたが、「サッカーアジア大会」の放送延長に伴い21:10 - 22:19に放送された[4]。
- 最終回は21:00 - 22:09の15分拡大放送[4]。